# 斗煥坪斷層
斗煥坪斷層是北台灣的一條斷層，根據經濟部中央地質調查所2010年的資料，將斗煥坪斷層列為存疑性活動斷層，該斷層屬於兼具逆移性質的右移斷層，位於竹東台地南緣，東西走向，長約11km，於十四寮北側截切竹東斷層後轉向東北，與大平地斷層可能連結且於中港溪往西延伸。

## 外部連結
- 經濟部中央地質調查所  活動斷層分類準則 （页面存档备份，存于）
- 臺灣活動斷層概論第二版;經濟部中央地質調查所發行 （页面存档备份，存于）
- （页面存档备份，存于）  一看就懂台灣地理;黃美傳;遠足文化; 2011/05/12 [民 100]